# Nord (Portogallo)
La regione Nord (Região do Norte in portoghese) è una regione statistica portoghese, comprendente i distretti di Viana do Castelo, Braga, Porto, Vila Real e Bragança nella loro totalità e parte dei distretti di Aveiro, Viseu e Guarda. Confina con la Spagna (Galizia a nord e Castiglia e León a est), con la regione Centro a sud e con l'Oceano Atlantico a ovest. La superficie è di 21.278 km² (24% del Portogallo continentale), la popolazione (2007) è di 3.967.001 (37% del Portogallo continentale). La capitale è Porto. Comprende 8 subregioni statistiche:
- Alto Trás-os-Montes
- Ave
- Cávado
- Douro
- Entre Douro e Vouga
- Grande Porto
- Minho-Lima
- Tâmega

La regione comprende 86 comuni (27,8% del totale nazionale).